# Tripoli (distrikt)
Tripoli är ett distrikt i Libanon.   Det ligger i guvernementet Mohafazat Liban-Nord, i den norra delen av landet, 70 kilometer nordost om huvudstaden Beirut.
Trakten runt Tripoli består till största delen av jordbruksmark. Runt Tripoli är det tätbefolkat, med 331 invånare per kvadratkilometer.